# التعليم في بليز
موضوع هذه المقالة يدور حول التعليم في بليز. ويخضع التعليم في بليز لقانون التعليم.

## معلومات تاريخية
لقد حدث النمو والتطور في التعليم في بليز عبر مجموعة من المراحل، كل منها كانت ترتبط بتغييرات هامة في التاريخ السياسي والاقتصادي للدولة. وأثناء المرحلة المبدئية، بين عامي 1816 و1892، أخذت الشراكة بين الكنيسة والدولة شكلاً مؤسسيًا. وقد اتسمت هذه المرحلة بالمبادرات والسيطرة الدينية والتدخل المحدود للغاية من الدولة والمنافسة العنيفة بين الطوائف الدينية للاستحواذ على ولاء السكان.
أما المرحلة الثانية، والتي استمرت من عام 1893 وحتى عام 1934، فقد اتسمت باشتداد وتيرة الصراع بين الطوائف والإهمال الحميد للدولة الاستعمارية بالإضافة إلى تنامي تأثير التبشير اليسوعي في التعليم.
في عام 1934، قام مدير التعليم في جامايكا بعمل تحقيق موسع وشامل حول نظام التعليم في هندوراس البريطانية. وقد تم اقترح إجراء العديد من الإصلاحات من أجل زيادة الإنفاق على النظام الدراسي وتحسين معيار التعليم. وقد بدأ تنفيذ العديد من هذه الإصلاحات في أواخر الثلاثينيات من القرن العشرين.
وخلال المرحلة التالية، التي شملت أواخر الأربعينيات وبدايات الخمسينيات من القرن العشرين، أثرت الأنشطة التعليمية والاجتماعية لليسوعيين على تنامي حركة القوميين المعادين لبريطانيا والمناهضين للاستعمار. ومع نهايات الخمسينيات وبدايات الستينيات من نفس القرن، قاد اليسوعيون بعض الجهود لكبح جماح النخبوية والتحيزات الحضرية - المركزية التي كانت تنتشر في المراحل التي تتبع مرحلة التعليم الابتدائي، والتي رسخت ليس فقط قيم عدم المساواة الاجتماعية، بل كذلك الهيمنة التاريخية لمدينة بليز على المناطق الريفية النائية في الأساس. ومع نهايات الخمسينيات من نفس القرن، برز نفوذ اليسوعيين ليكونوا القوة المهيمنة على كل مستويات التعليم الرسمي تقريبًا.
ومع التوصل إلى درجة كبيرة من الحكم الذاتي في عام 1964، بدأت الحكومة فرض سيطرتها على الدراسة. وقد انتقلت السيطرة الرسمية على سياسات التعليم والتخطيط له من أيدي رجال الدين البريطانيين والإداريين الاستعماريين إلى مواطنين بليزيين تم تدريبهم على يد بريطانيين. إلا أن الممارسات الفعلية في التعليم، رغم ذلك، لم تتغير إلا قليلاً، حيث استمرت الطوائف الدينية في تحديد اتجاه ومستوى سرعة التوسع في التعليم. واشتد تأثير الولايات المتحدة في مدارس بليز، ليس فقط من خلال اعتماد ممارسات يسوعية معينة لاستخدامها في النظام بصفة شاملة، ولكن كذلك من خلال وصول قوات حفظ السلام وغيرهم من المدرسين المتطوعين والوكالات المتطوعة القادمة من الولايات المتحدة، مثل CARE وميتشيجن بارتنرز (Michigan Partners).
ومع تجاوز الطلب على التعليم لقدرات الكنائس، وحتى اليسوعيين، تنامى التعاون الدولي وتولت الدولة دورًا أكثر أهمية. ومع حلول السبعينيات من القرن العشرين، كانت حكومة بليز قد تولت مقاليد الأمور فيما يتعلق بإنشاء المدارس الجديدة، خصوصًا على مستويات التعليم الثانوي والتعليم العالي. فقد رأت الحكومة أن التعليم له دور ضروري في الصراع السلمي من أجل الاستقلال. إلا أن التوسع في الفرص التعليمية تجاوز قدرات موارد الدولة، مما أدى إلى تكثيف الاعتماد على المعونات الخارجية. ومنذ عام 1981، قدمت الولايات المتحدة القدر الأكبر من هذه المعونات. وقد أدى هذا الموقف بالكثير من البليزيين إلى الخوف من تنامي شكل جديد من أشكال السيطرة الاستعمارية على الدولة.
وأكثر الأماكن التي كان يُخشى من عودة الاستعمار إليها هي التعليم العالي. وفي عام 1979، قامت حكومة حزب الشعب المتحد (PUP) بإنشاء كلية الآداب والعلوم والتقنيات البليزية (Belcast) بهدف كسر سيطرة اعتماد بليز على العالم الخارجي فيما يتعلق بالتعليم الجامعي. وكان حزب الشعب المتحد ينظر إلى كلية الآداب والعلوم والتقنيات البليزية على أنها مؤسسة تخضع لإدارة الحكومة، بدون أي مشاركة من الكنيسة. وقد تم توفير التمويل لذلك من المجتمع الاقتصادي الأوروبي من أجل إنشاء حرم في بيلموبان (Belmopan).
ولكن لم يتم مطلقًا بناء هذا الحرم لأن حزب الشعب المتحد خرج من منصبه بعد انتصار ساحق للحزب الديمقراطي المتحد (UDP) المنافس له في ديسمبر من عام 1984. وقد سحب الحزب الديمقراطي المتحد المرسوم الخاص بإنشاء كلية الآداب والعلوم والتقنيات البليزية وقام بدعوة كلية ولاية فيريس من بيج رابيدز (Big Rapids) في ميتشجن لإنشاء وإدارة مؤسسة جديدة، أطلق عليها اسم كلية جامعة بليز (UCB). ولم تكن السيطرة على برنامج كلية جامعة بليز في أيدي البليزيين، ولكن في يد كلية ولاية فيريس. وقد استدعت نشأة كلية جامعة بليز أخطر مخاوف البليزيين القوميين: فقد فقدت الدولة السيادة على مؤسسة كانت تمثل أول جهد كبير لبليز للخروج من الماضي الاستعماري للدولة في قطاع التعليم. وقد ثارت الجدالات المكثفة مرة أخرى في عام 1991 عندما تم اكتشاف أن كلية ولاية فيريس لم تحصل على الاعتماد المناسب لبرنامج كلية جامعة بليز، وبالتالي أصبحت قيمة الدرجات التي تم منحها من خلال كلية جامعة بليز منذ عام 1987 محل شك.
وبعد هذا الجدال، سحبت حكومة حزب الشعب المتحد الجديدة اتفاقها مع ولاية فيريس وسيطرت بشكل كامل على المؤسسة.

## الحالة الحالية

### نظام الدراسة

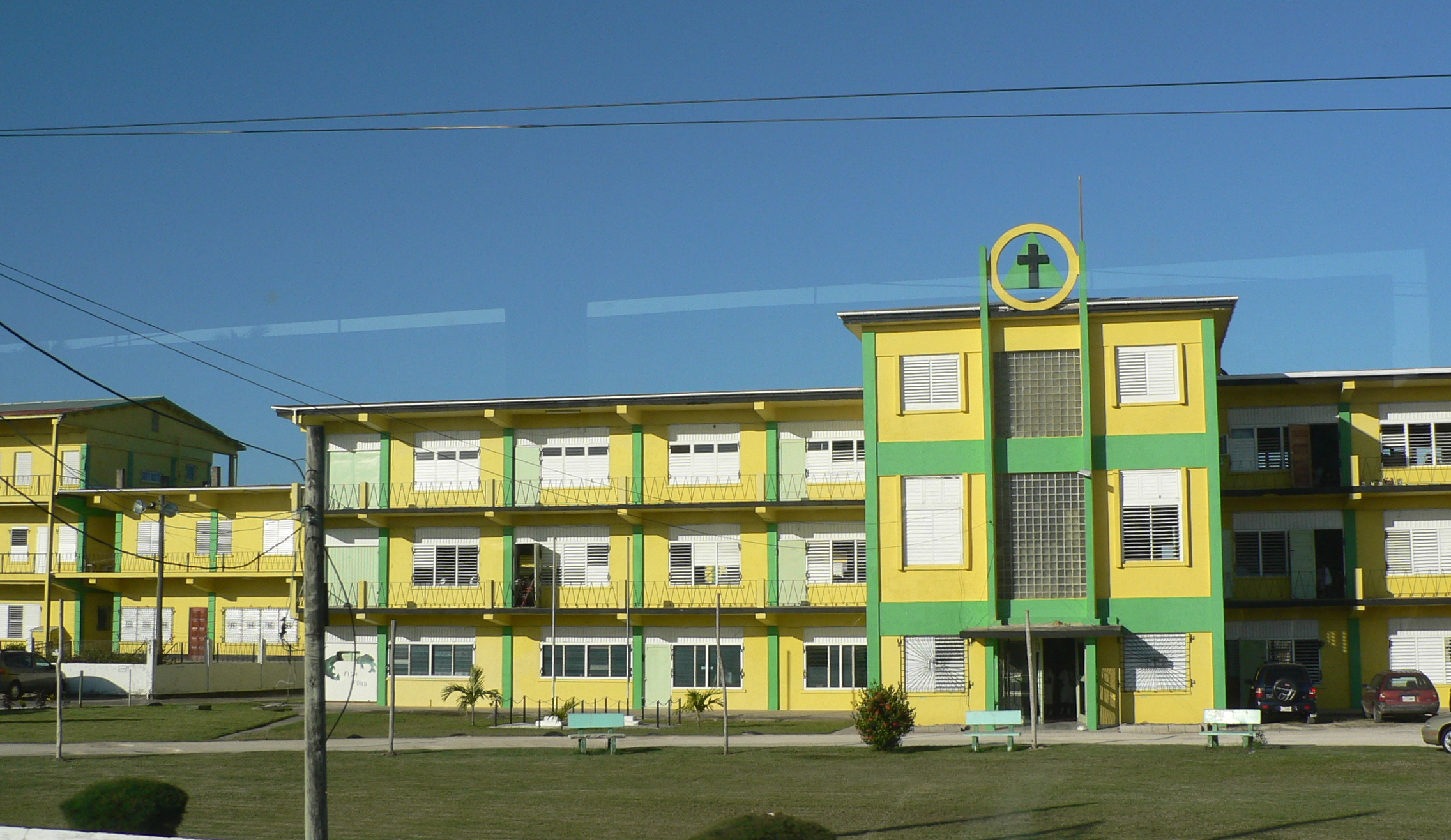
مدرسة بالوتي الثانوية (Pallotti High School) في مدينة بليز

يعد نظام الدراسة في بليز عبارة عن تجميع غير وثيق العرى لأنظمة التعليم الفرعية. ويعتمد النظام على التعليم البريطاني، وهو مقسم إلى ثلاثة مستويات: التعليم الابتدائي. يبدأ الأطفال في بليز تعليمهم الابتدائي، الذي يدوم على مدار ثمانية أعوام، من خلال عامين من صفوف "الأطفال"، يتبعهما ستة "مستويات قياسية.
«أما التعليم الثانوي، فهو مقسم إلى أربعة» نماذج.
" والنموذج السادس عبارة عن دورة تعليمية بعد التعليم الثانوي على مدار عامين، كانت تستخدم في البداية لتجهيز الطلبة لاختبارات كامبريدج المتقدمة أو اختبارات "المستوى (أ)".
ومنذ بدايات السبعينيات من القرن العشرين، كانت مؤسسات النموذج السادس تقوم كذلك بمنح درجات «المنتسبين للفنون (زملاء الفنون)» من خلال رابطة الكليات المتوسطة للولايات المتحدة.

ومن بين مؤسسات مراحل التعليم بعد الثانوي الأخرى كلية سانت جونز، بليز وكلية المعلمين ببليز (Belize Teachers' College) وكلية التمريض ببليز (Belize School of Nursing) وكلية الزراعة ببليز، بالإضافة إلى كلية جامعة بليز. وتساهم بليز وتشارك في جامعة جزر الهند الغربية متعددة الجنسيات. كما تمتلك جامعة جزر الهند الغربية إدارة صغيرة خارج المقر الرئيسي لها في مدينة بليز.
وتختلف إدارة النظام حسب المستوى. في النصف الأخير من الثمانينيات من القرن العشرين، سيطرت الطوائف الدينية على أغلبية المدارس الابتدائية، إلا أن الحكومة أو مجالس المحافظين الخاصة أو المجتمعية كانوا يقومون بإدارة أكثر من 50% من مؤسسات التعليم الثانوي. وتعد سيطرة المؤسسات الحكومية على المستوى الثانوي عبارة عن تطور جديد نسبيًا، حيث إنه في وقت مبكر في عام 1980، كانت أغلبية المدارس الثانوية تخضع للإدارة الدينية. وما زال مندوبو الطوائف يحتفظون بتأثير كبير على مجالس إدارة المؤسسات الخاصة والتي يبدو من ظاهرها أنها غير طائفية.
كما تختلف المدارس الثانوية كذلك حسب المنهج والتوجه الثقافي. وتركز أغلب المدارس الخاصة والطائفية على الدراسات الأكاديمية والتجارية، رغم أن بعض المدارس توفر كذلك برامج فنية ومهنية. وفي المقابل، تدير الحكومة، بشكل مباشر، تسع مدارس، كلها توفر مناهج موجهة تجاه مواد فنية مهنية.
وفيما يتعلق بالتوجه الثقافي، فقد انتشرت الممارسات التعليمية والطقوس والمعايير التقييمية في مدارس بليز من المؤسسات اليسوعية الموجودة في الولايات المتحدة. وامتد تأثير اليسوعيين حتى إلى تلك المعاقل التقليدية لعلم التربية البريطاني، مثل المدارس الأنجليكانية والميثودية والكلية الفنية البليزية التي تديرها الحكومة. كما أثرت الفترة، التي امتدت على مدار حوالي ثلاثين عامًا من تواجد قوات حفظ السلام وغير ذلك من المدرسين المتطوعين من الولايات المتحدة، على الثقافة التعليمية في بليز. وتبشر برامج التعليم الفني-المهني التي توفرها الوكالة الأمريكية للتنمية الدولية بمحو المزيد من الموروثات التعليمية البريطانية.

### الالتحاق بالتعليم
يعد التعليم في بليز إجباريًا بين عمر 6 أعوام و14 عامًا للدراسة في المرحلة الابتدائية. وفي عام 2001، التحقت نسبة 93.2 في المائة من الأطفال، الذين كانت تتراوح أعمارهم بين 5 أعوام و14 عامًا، بالمدارس. ويُعرض قانون التعليم أولياء الأمور لغرامة تصل إلى 100 دولار أمريكي في حالة عدم قدرة أطفالهم، الذين يكونون في سن الدراسة الإجباري، على حضور المدرسة بشكل منتظم. ورغم ذلك، هناك الكثير من حالات التسرب من الدراسة وهناك الكثير من الأطفال الذين لا يتلقون أي تعليم بسبب العوائق المادية. والتعليم الابتدائي مجاني، إلا أن النفقات المتعلقة به، مثل الملابس الرسمية والكتب ورسوم المدرسة السنوية، تمثل عوائق مالية على عاتق الأسر الفقيرة. ولا تستطيع المدارس الثانوية وبرامج التدريب الفني والمهني استيعاب إلا نصف الأطفال الذين ينهون تعليمهم الابتدائي. وفي عام 2002، وصل المعدل الإجمالي للتسجيل في المرحلة الثانوية إلى 122 في المائة، بينما كان المعدل الصافي للتسجيل في المرحلة الثانوية 99 في المائة. وتعتمد معدلات التسجيل الصافية والإجمالية على عدد الطلاب الذين كانوا مسجلين من قبل في المدارس الابتدائية، وبالتالي فإنها لا تعكس الحضور المدرسي الفعلي. ومنذ عام 1999، كان من المحتمل أن تصل نسبة 81 في المائة من الأطفال المسجلين في التعليم الابتدائي إلى الدرجة الخامسة.
وتشير النتائج الواردة من استطلاع رأي أنشطة الأطفال إلى أن 12 في المائة من الأطفال العاملين في سن من 5 أعوام إلى 14 عامًا لا يلتحقون بالمدارس.
| العمر في 31 ديسمبر | الولايات المتحدة وكندا (باستثناء كويبك)                | بليز |
| 5                  | الابتدائي: رياض الأطفال                                | الابتدائي: مستوى الأطفال الأول |
| 6                  | الابتدائي: الدرجة الأولى                               | الابتدائي: مستوى الأطفال الثاني |
| 7                  | الابتدائي: الدرجة الثانية                              | الابتدائي: المستوى القياسي الأول |
| 8                  | الابتدائي: الدرجة الثالثة                              | الابتدائي: المستوى القياسي الثاني |
| 9                  | الابتدائي: الدرجة الرابعة                              | الابتدائي: المستوى القياسي الثالث |
| 10                 | الابتدائي: الدرجة الخامسة                              | الابتدائي: المستوى القياسي الرابع |
| 11                 | الابتدائي أو المتوسط: الدرجة السادسة                   | الابتدائي/الثانوي الأدنى: المستوى القياسي الخامس. اختبارات الاختيار القومية في بليز.                                                                                                  |
| 12                 | الابتدائي أو المتوسط أو الثانوي الأدنى: الدرجة السابعة | الابتدائي/الثانوي الأدنى: المستوى القياسي السادس |
| 13                 | الابتدائي أو المتوسط أو الثانوي الأدنى: الدرجة الثامنة | الابتدائي/الثانوي الأدنى: النموذج الأول |
| 14                 | الثانوي الأدنى أو الثانوي: الدرجة التاسعة              | الابتدائي/الثانوي الأدنى: النموذج الثاني. المجلس الكاريبي للامتحانات (CXC) اختبار تحديد المستوى المتقدم في منطقة الكاريبي (CAPE)، اختبارات المستوى العادي لشهادة التعليم العام (GCE). |
| 15                 | الثانوي: الدرجة العاشرة                                | الثانوي الأعلى: النموذج الثالث |
| 16                 | الثانوي: الدرجة الحادية عشرة                           | الثانوي الأعلى: النموذج الرابع. المجلس الكاريبي للامتحانات (CXC) اختبار تحديد المستوى المتقدم في منطقة الكاريبي (CAPE)، اختبارات المستوى المتقدم لشهادة التعليم العام (GCE).          |
| 17                 | الثانوي: الدرجة الثانية عشرة                           | ما بعد المرحلة الثانوية: التعليم العالي أو التعليم المهني |
| ------------------ | ------------------------------------------------------ | --- |